# Michail Michajlovič Golicyn (1840-1918)
Principe Michail Michajlovič Golicyn, in russo Михаил Михайлович Голицын? (Mosca, 25 giugno 1840 – Pietrogrado, 1918), è stato un generale russo.

## Biografia
Nacque a Mosca nel 1840. Era il quinto figlio di Michail Fëdorovič Golicyn (1800-1873), e di sua moglie, la contessa Luiza Baranova (1810-1887). È stato educato a casa.

## Carriera
Nel 1858 intraprese la carriera militare, raggiungendo, nel 1860, il grado di cornetta. Nel 1872 raggiunse il grado di colonnello. Partecipò alla guerra russo-turca.
Fu ciambellano del granduca Vladimir Aleksandrovič Romanov (1901-1909) e, dopo fu ciambellano della granduchessa Marija Pavlovna.
Nel 1912 raggiunse il grado di Generale di cavalleria.

## Matrimonio
Sposò la ballerina Matil'da Nikolaevna Madaeva (1842-1889). Ebbero una figlia:
- Nadežda (1866-1920)

## Morte
Morì nel 1918, durante la prima guerra mondiale.